# Вормсі
Вормсі (ест. Vormsi, швед. Ormsö) — четвертий за величиною острів Естонії після Сааремаа, Гіюмаа та Муху загальною площею 93 км². Є частиною Моонзунського архіпелагу Балтійського моря. Входить до однойменної волості повіту Ляянемаа.

## Етимологія

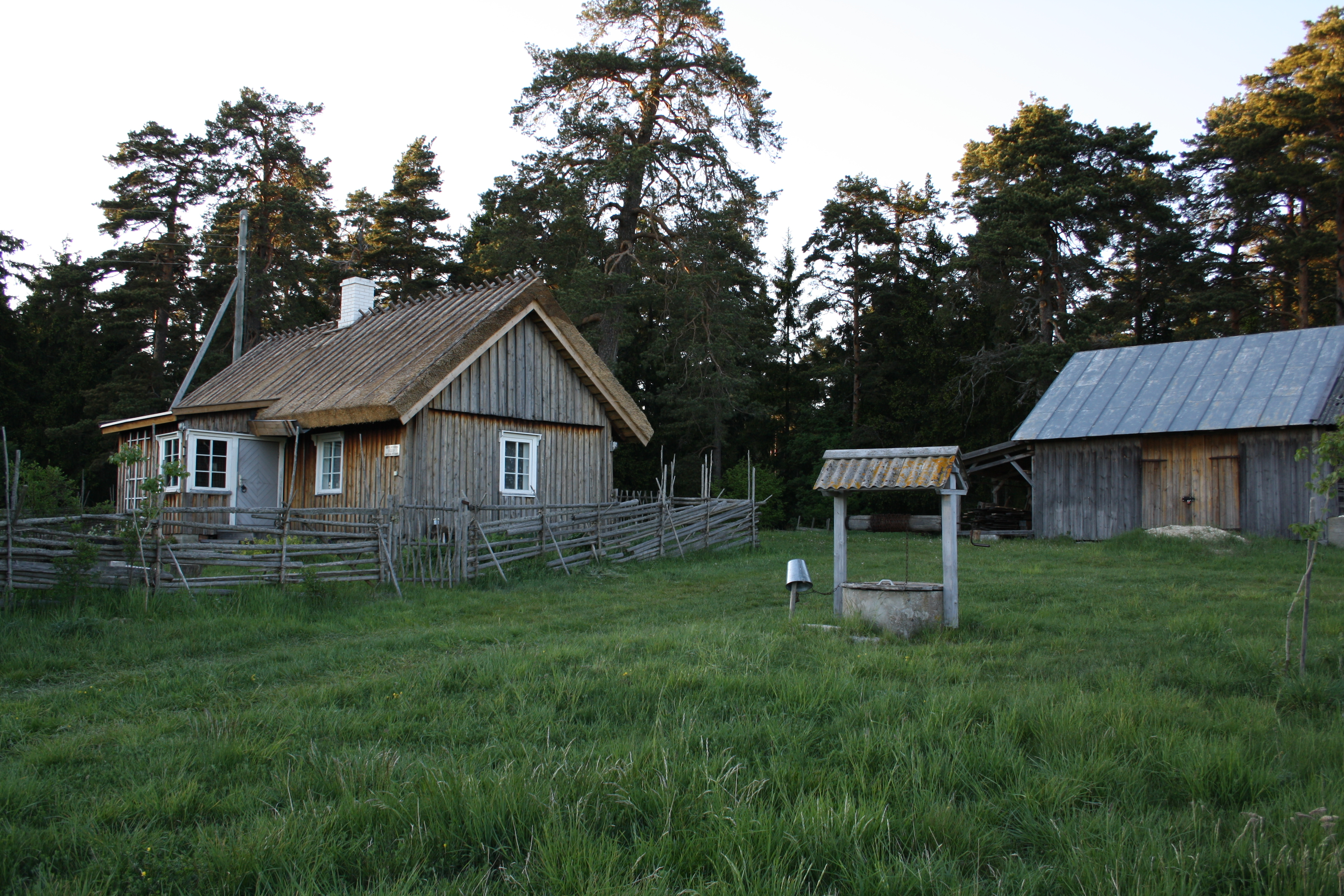
Дерев'яні хати на Вормсі

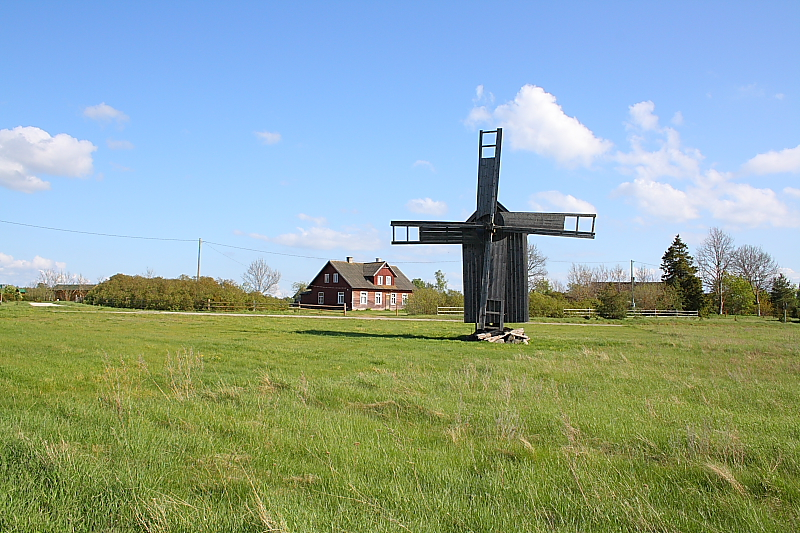
Вітряк біля села Рялбі

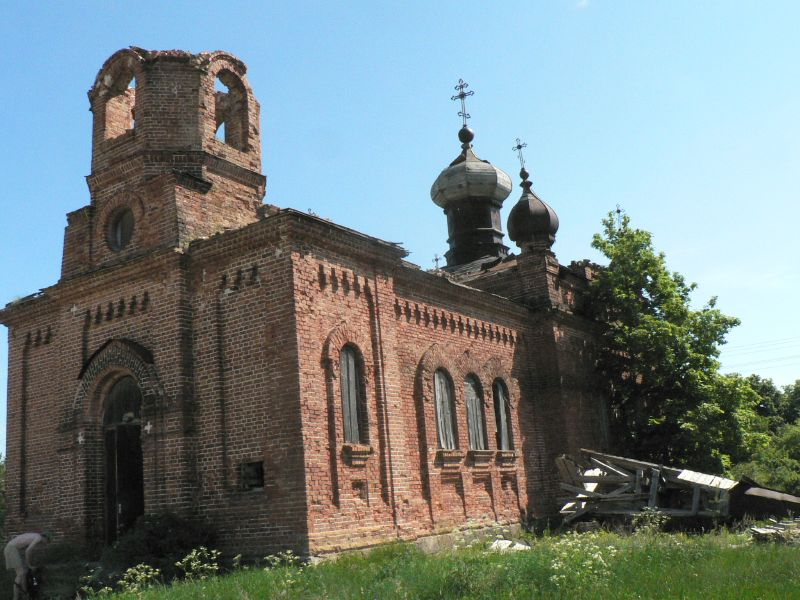
Церква в селиші Хулло

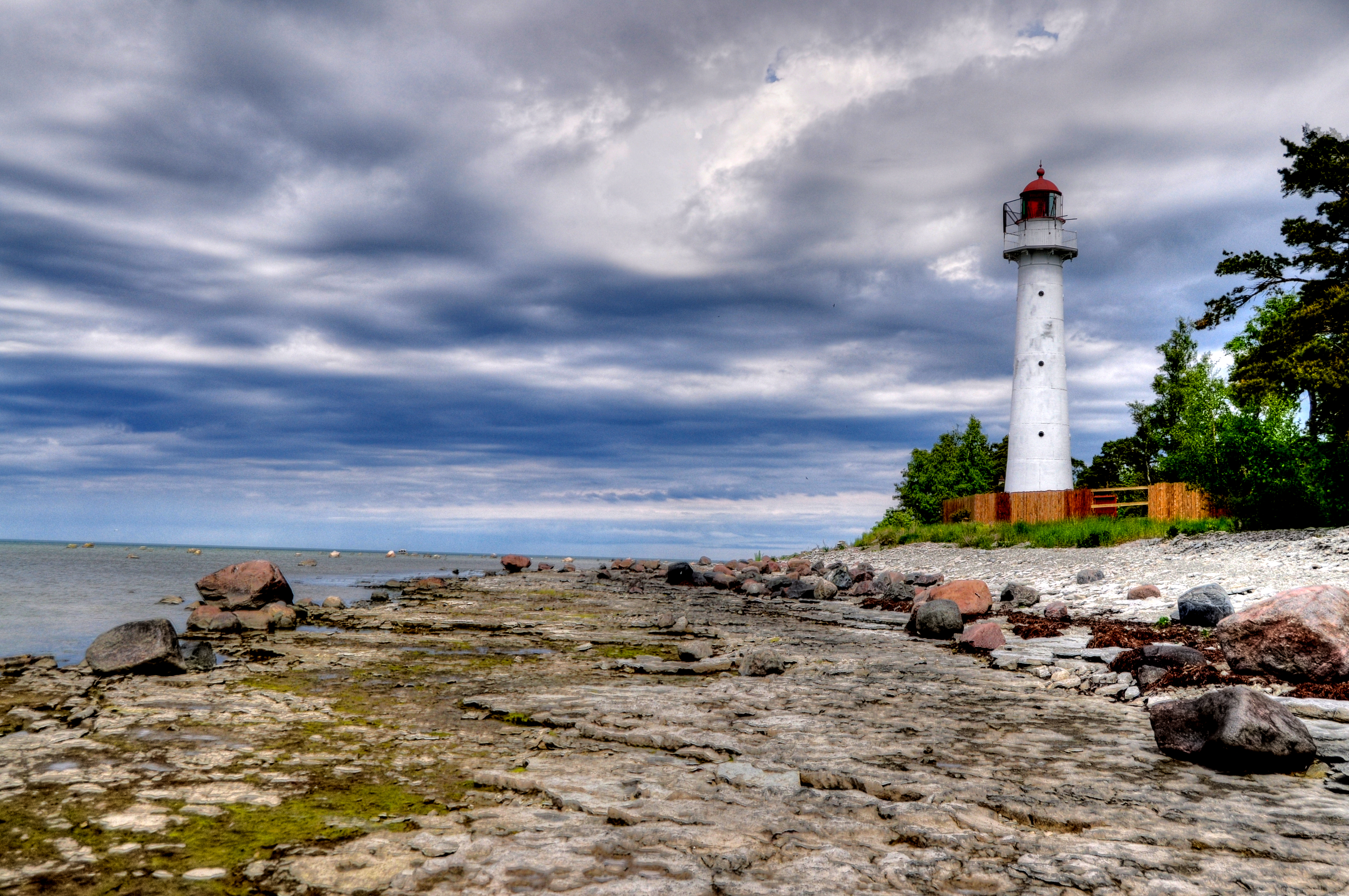
Маяк на Вормсі

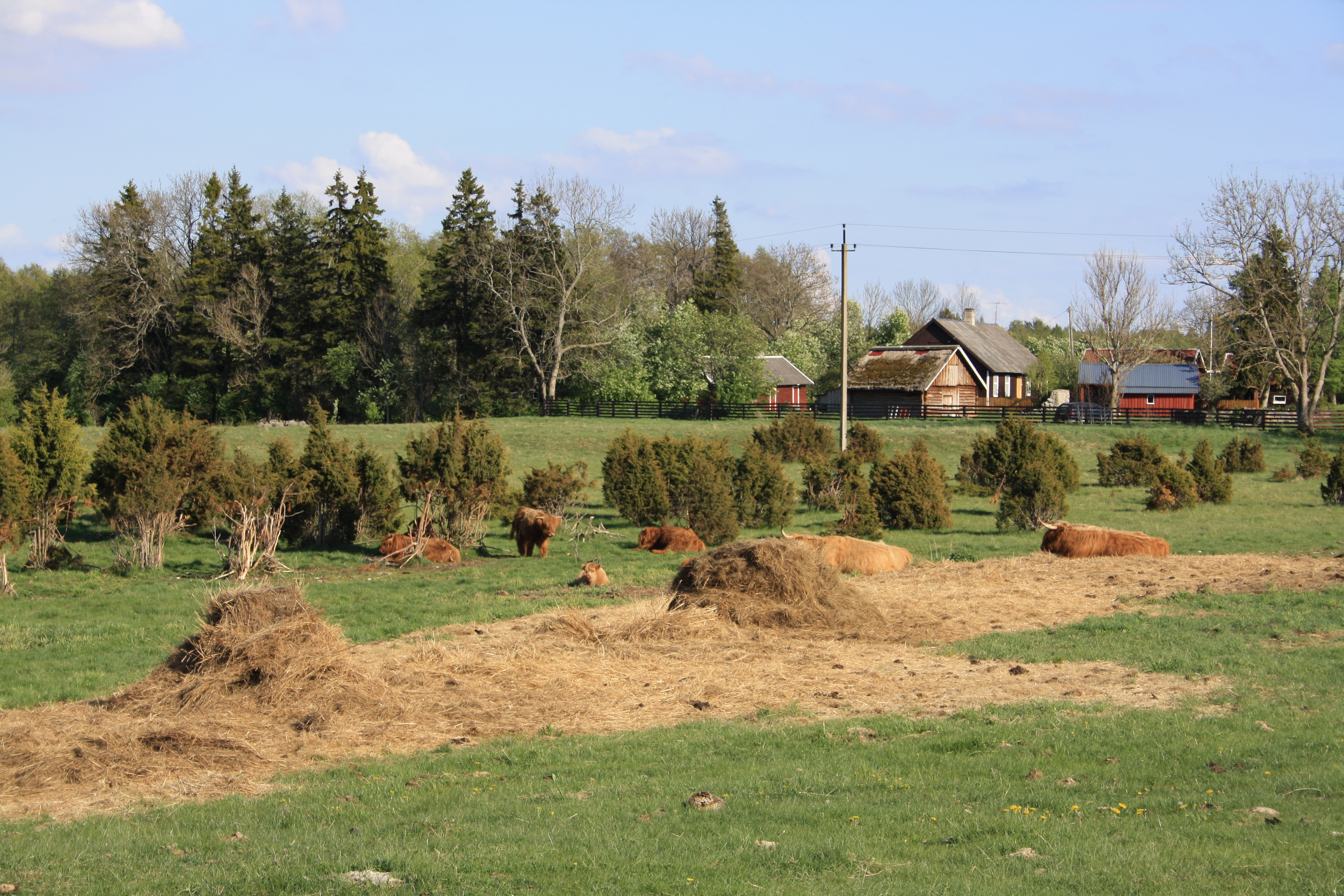
Пасовисько біля села Рялбі

Назва Вормсі походить від німецького слова «Worms» або шведського «Ormsö». Назву свою острів отримав від ісландського вікінга по імені Орм, що в перекладі означає змій.

## Географія
Вормсі розташований неподалік північно-західного берега Естонії за 3 км від материка, з яким він сполучений поромом. Найвища точка острова з'явилася з моря приблизно 3000 років тому. І з тих пір він росте зі швидкістю 3 мм на рік. Острів має східно-західну спрямованість. Берегова лінія острова сильно порізана і утворює багато бухт. Поверхня острова — рівнинна, низинна, максимальна висота становить 12 метрів над рівнем моря. Від материкової частини Естонії Вормсі відділений зі сходу вузькою і мілководною протокою Возі (Воосі-Курк), а від лежачого західніше острова Даго (Хіюмаа) — частиною протоки Моонзунд (Муху-Вяйне), шириною до 12 км. Три озера — Пряствійгі, Дібі і Кяррслаті це залишки старої морської затоки. Західна частина острова — гребені, на яких ростуть зарості ялівцю. Східна частина більш низинна, болотиста. Острів Вормсі оточують декілька дрібних острівців-супутників. Найбільший з них — Суур-Тюк.

## Природа
Низький рівнинний острів в основному покривають ялівцеві зарості, ліси, що займають близько третини острова і луки. Ґрунт Вормсі складений головним чином з вапняків і морських відкладів антропогену. Ґрунти щебнисті і піщані, а тому малородючі. Велику частину острова покривають соснові і смерекові ліси, багаті суницею, ожиною, чорницею і грибами. Тут багато боліт. Вормсі має багату флору і фауну. Тут мешкають сотні рослин, мохів та лишайників, 221 вид птахів, рідкісні жаби і великовухі кажани. Через острів проходить дві важливих «магістралі» перелітних птахів. Найбільші представники фауни це — дикі кабани, лосі, козулі, лисиці, єноти, багато змій. Серед птахів -чайки, дикі качки, лебеді і більш дрібні птахи. Для захисту місць проживання рідкісних видів тварин і рослин у 2000 році на Вормсі був створений природно-ландшафтний заповідник.

## Населення

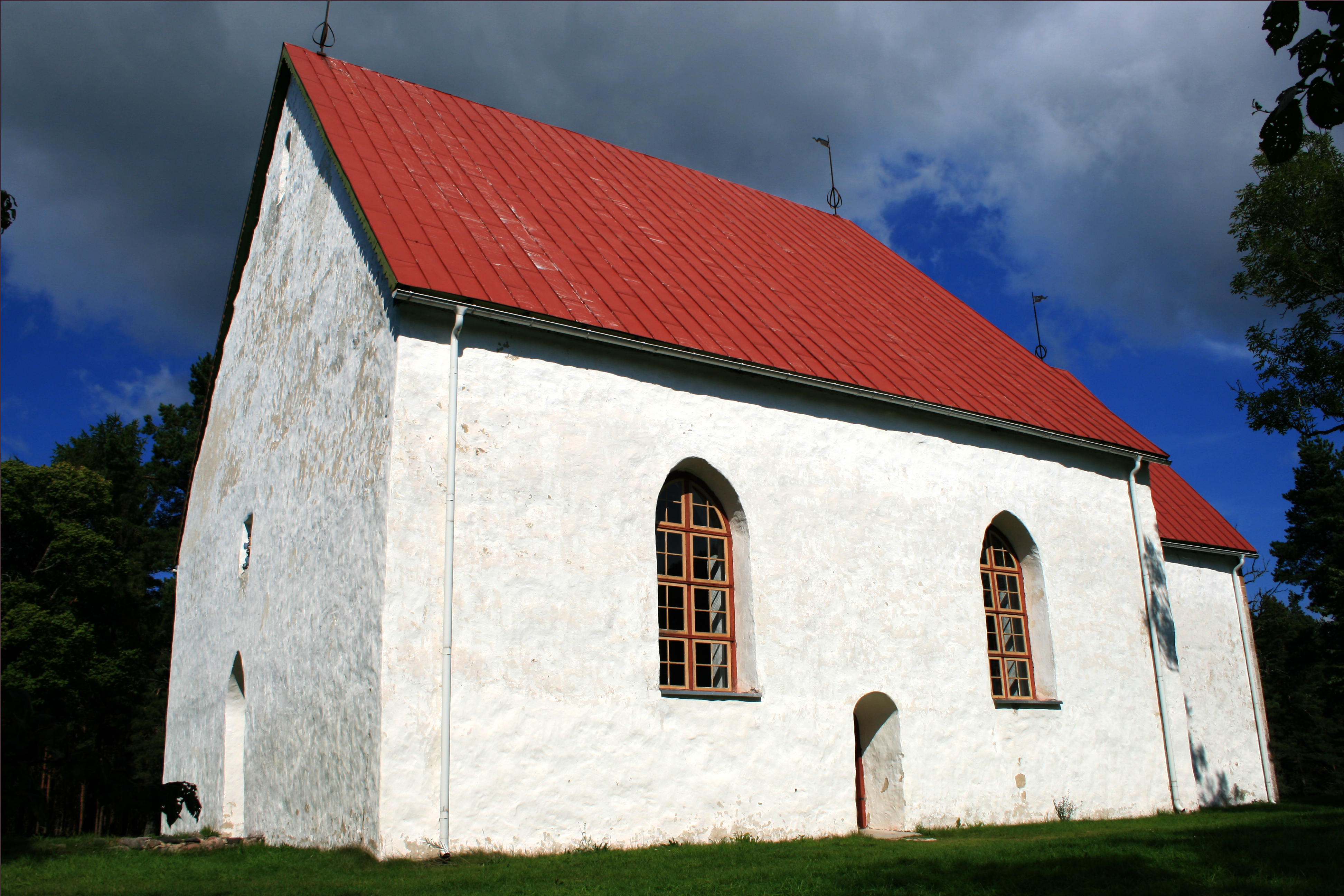
Церква святого Олава

Початок освоєння острова датується 13 століттям. Століттями Вормсі населяли шведи, які зберігали старі звичаї і мову. У 1930-х роках населення острова становило 2500 осіб. Під час Другої світової війни більшість мешканців покинули Вормсі. Пам'ять про ті часи складають численні села, хутори, розкидані по всьому острову. Деякі села повністю кинуті мешканцями або з десятків будинків заселені в них тільки одиниці. Під час радянської окупації Вормсі був закритою прикордонною зоною. Відвідати його можна було тільки маючи спеціальний дозвіл влади. Виходити в море було суворо заборонено, в тому числі і місцевим рибалкам. Станом на 2011 рік постійне населення Вормсі становило 241 особу. В центрі острова розташований головний населений пункт острова — селище Хулло, до якого можна дістатися з порту Свібі на узбережжі громадським транспортом. Основні галузі — рибальство і рибопереробка, землеробство, скотарство.

## Пам'ятки
На Вормсі розташована церква святого Олава, побудована в 14 столітті. Вона присвячена . Найбільшим святом для остров'ян є 29 червня, день святого Олава. Його відзначають традиційним концертом у церкві і сільським святом. Також, тут збереглося унікальне, єдине в Естонії кладовище, зі справжніми кельтськими хрестами, датованими 13-м століттям. На острові працює Хуторський музей Вормсі, який знайомить відвідувачів з життям і побутом Вормсі першої половини 20 століття. Маяк «Вормсі» теж місцева визначна пам'ятка. Він побудований в 1864 році, і, як і церква, знаходиться під охороною держави.